# カール・フォン・ヘッセン＝カッセル
カール・フォン・ヘッセン＝カッセル（Karl von Hessen-Kassel、1744年12月19日 - 1836年8月17日）は、ヘッセン選帝侯家の公子で、ヘッセン＝カッセル方伯。デンマーク王家の一員となり、ノルウェー総督（在任：1766年 - 1770年）、シュレースヴィヒ＝ホルシュタイン総督（在任：1768年 - 1836年）を務めた。

## 生涯
ヘッセン＝カッセル方伯フリードリヒ2世とその最初の妃でイギリス王ジョージ2世の娘であるメアリーとの間に生まれた三男、実質的な次男として生まれた。
父は1747年に妻と息子たちと別居してカトリックに改宗し、1755年には母メアリーと完全に離別した。カールの祖父のヴィルヘルム8世は嫁のメアリーと孫息子たちの食い扶持としてハーナウ伯領を与えた。カールとその兄弟たちはカトリック信徒になった父の影響を受けないように母親の手元で育てられた。1756年、メアリーは妹のデンマーク王妃ルイーズの遺児たちの母親代わりを務めるべく、息子たちを連れてデンマークに移住した。1766年、カールは従妹にあたるデンマークのルイーセ王女と結婚した。その3年前の1763年、兄のヴィルヘルムも、ルイーセ王女の姉のヴィルヘルミーネ・カロリーネ王女と結婚している。
カールはデンマークに軍人として仕えた。1768年、カールはデンマーク王家の一員として、デンマーク王領であるシュレースヴィヒ公国およびホルシュタイン公国の総督に就任し、亡くなるまで務めた。同年、彼はヘッセン＝カッセル方伯領のオッフェンバッハにあるルンペンハイム城とその付属荘園を買い取ってヘッセンにおける居所とし、1771年にはルンペンハイムの所領を拡張させたが、1781年にルンペンハイムを弟のフリードリヒに売却している。1790年、長女のマリーが義理の甥であるデンマークの摂政王太子フレゼリク（のちのフレゼリク6世）と結婚すると、カールはデンマーク政府や摂政王太子に対して政治的な影響力を及ぼそうと何度か試みたが、いずれも失敗に終わった。
カールはデンマークにおける演劇やオペラの偉大なパトロンの一人だった。カールはシュレースヴィヒ市に宮廷劇場を所有し、この劇場での上演に積極的に関わった。カールは結婚後の生涯の大半をゴットーフ城で家族と一緒に過ごした。1805年1月25日、ヘッセン選帝侯となっていた兄ヴィルヘルムは、カールにヘッセン＝カッセル方伯の称号を与えた。カールは1836年、シュレースヴィヒのギュビにある妻の屋敷ルイーゼンルントで亡くなった。

## 子女
妻ルイーセとの間に6人の子女をもうけた。
- マリー（1767年 - 1852年） 1790年、デンマーク王フレゼリク6世と結婚
- ヴィルヘルム（1769年 - 1772年）
- フリードリヒ（1771年 - 1845年） シュレースヴィヒ＝ホルシュタイン総督
- ユリアーネ（1773年 - 1860年） イッツェホー女子修道院長
- クリスティアン（1776年 - 1814年）
- ルイーゼ・カロリーネ（1789年 - 1867年） 1810年、グリュックスブルク公フリードリヒ・ヴィルヘルムと結婚